# Pleasant Hill (Misisipi)
Pleasant Hill es un lugar designado por el censo ubicado en el condado de DeSoto en el estado estadounidense de Misisipi. En el Censo de 2020 tenía una población de 1863 habitantes y una densidad poblacional de 152,45 habitantes por km². Fue incluido como CDP en el censo de 2020. 

## Geografía
Pleasant Hill se encuentra ubicado en las coordenadas 34°55′10″N 89°52′47″O / 34.91944, -89.87972. Según la Oficina del Censo de los Estados Unidos,  tiene una superficie total de 12,22 km², de la cual 12,17 km² corresponden a tierra firme y 0,05 km² a agua.